# D. D. Snyder & Company
D. D. Snyder & Company war ein US-amerikanischer Hersteller von Fahrzeugen.

## Unternehmensgeschichte
David D. Snyder zog 1885 von Auburn in Indiana nach Danville in Illinois. Dort gründete er das Unternehmen. Zunächst stellte er Kutschen her. Ab 1906 entstanden einzelne Automobile. 1908 begann die Serienproduktion von Automobilen. Der Markenname lautete Snyder. 1909 endete die Produktion von Kraftfahrzeugen. Kutschen wurden weiterhin hergestellt. Dazu kam die Lackierung von Karosserien.
1915 musste Snyder das Unternehmen krankheitsbedingt aufgeben. Er starb am 26. Mai 1916.
Es bestand keine Verbindung zur Snyder Motor & Manufacturing Company, die 1914 den gleichen Markennamen verwendete.

## Kraftfahrzeuge
Im Angebot standen Highwheeler. Sie hatten einen Zweizylindermotor mit Luftkühlung. 103,1875 mm Bohrung und 101,6 mm Hub ergaben 1699 cm³ Hubraum. Die Motorleistung war mit 10/12 PS angegeben und wurde über ein Zweigang-Planetengetriebe und zwei Ketten an die Hinterachse übertragen. Der Aufbau war ein offener Runabout mit zwei Sitzen. Gelenkt wurde mit einem Lenkrad. Der Neupreis betrug 450 US-Dollar.